# Tityus fasciolatus
Espèce
Synonymes
- Tityus trivittatus fasciolatus Pessôa, 1935

Tityus fasciolatus est une espèce de scorpions de la famille des Buthidae.

## Distribution
Cette espèce est endémique du Brésil. Elle se rencontre au Minas Gerais, au Goiás et dans le District fédéral.

## Systématique et taxinomie
Cette espèce a été décrite sous le protonyme Tityus trivittatus fasciolatus par Pessôa en 1935. Elle est élevée au rang d'espèce par Lourenço en 1982.

## Publication originale
- Pessôa, 1935 : « Nota sobre alguns escorpioes do genero Tityus e Bothriurus. » Anais Paulistas de Medicina e Cirurgia, vol. 29, no 5, p. 429-436.